# Tommy Wåhlberg
Carl Tommy Wåhlberg, född 13 november 1946 i Jukkasjärvi församling i Kiruna kommun, Norrbottens län, död 13 april 2023 i Tyresö, Stockholms län, var en svensk gitarrist.
Han var den enda originalmedlemmen i gruppen Shanes som fortfarande spelade i bandet när han gick bort. Vid 1960-talets början vad han med och bildade bandet i stadsdelen Tuolluvaara i Kiruna. Gruppen tävlade i Melodifestivalen 1982 och 1992.